# برنامه انسان و زیست‌کره

لگو MAB

برنامه انسان و زیست‌کره (MAB یا MaB)، برنامه‌ای است که توسط یونسکو در سال ۱۹۷۱ بنیان‌گذاری شد. هدف از این برنامه نزدیک کردن همکاری‌های میان رشته‌ای مدیریت، پژوهش و آموزش در جهت حفظ اکوسیستم و استفاده از منابع طبیعی در جهت توسعه پایدار و معرفی و حفاظت از ذخیره‌گاه‌های زیست‌کره می‌باشد.

## تاریخچه
در ربع قرن گذشته سازمان جهانی یونسکو برنامه‌های زیست‌محیطی گوناگونی را در نقاط مختلف دنیا اجرا کرده‌است که در رابطه با نیاز این کشورها از دیدگاه کمبود تحقیقات و کارهای مطالعاتی انجام شده فقط قدمی برای آشنائی با مسائل برداشته شده‌است. بیشتر مطالعات در زمینه‌های آموزشی، کشاورزی، دامپروری، چراگاه‌ها، حافظت منابع طبیعی و حیات‌ وحش و غیره در کشورهای در حال توسعه توسط کارشناسان و با همکاری متخصصین سازمان ملل و یونسکو انجام گرفته که «برنامه انسان و زیست‌کره» از جمله این موارد بوده‌است.
در سال ۱۹۷۱ سازمان جهانی یونسکو با توجه به نیاز کشورهای در حال توسعه و توسعه‌یافته، برنامه‌ای تحت عنوان انسان و زیست‌کره (MAB) در سطح جهانی به مرحله انجام درآورد، جلسات شورای هماهنگی هر دو سال یکبار و اجلاس‌های عمومی و منطقه‌ای نیز در فاصله دو سال به‌طور مرتب تشکیل می‌گردد.

## شورای هماهنگی
کشورهای عضو جلسه هماهنگی این برنامه هریک دارای کمیته ملی هستند، که این کمیته رسیدگی به کارهای برنامه و پروژه‌های آن را به عهده دارد. گزارش کارهای انجام‌شده جهت دبیرکل برنامه و گروه کار بین‌المللی فرستاده می‌شود که این گزارش‌ها یا به صورت خبر در نشریه Nature and Resources یونسکو یا در نشریه‌های مآب منعکس می‌شود و برای آگاهی سایر کشورهای عضو توزیع می‌گردد.
در هیجدهمین اجلاسیه عمومی انسان و زیست‌کره که در نوامبر ۱۹۷۴ انجام گرفت ایران به عضویت شورای هماهنگی برنامه انسان و زیست‌کره انتخاب گردید، ولی ایران نتوانست نماینده‌ای به چهارمین جلسه شورای هماهنگی که در ۱۸ تا ۲۶ نوامبر ۱۹۷۵ تشکیل گردید بفرستد.

## طرح‌ها
برنامه انسان و زیست‌کره دارای ۱۴ طرح بشرح زیر می‌باشد:
1. اثرات اکولوژیکی توسعه فعالیت‌های انسانی در اکوسیستم مناطق گرمسیری و نیمه‌گرمسیری.
2. اثرات اکولوژیکی بهره‌برداری‌های گوناگون از زمین در جنگل‌های منطقه مدیترانه و معتدله.
3. اثرات فعالیت‌های انسان و بهره‌برداری‌های زمین در چراگاه‌های منطقه ساوان و علفزار (منطقه معتدله تا منطقه خشک).
4. روش‌های آبیاری در مناطق خشک و نیمه‌خشک.
5. اثرات اکولوژیک فعالیت‌های انسان پرارزش و منابع دریاچه‌ها، مردابها، رودخانه‌ها، دلتاها، خورها، مناطق ساحلی.
6. اثرات فعالیت‌های انسان در اکوسیستم مناطق کوهستانی و توندرا.
7. اکولوژیکی و استفاده صحیح از اکوسیستم‌های جزایر.
8. حفاظت منابع طبیعی.
9. کاربرد حشره‌کش‌ها و کود شیمیائی و تأثیر آن در محیط.
10. اثرات اصولی کارهای مهندسی در انسان و محیط‌زیست او.
11. سیستم‌های شهری.
مطالعات اکولوژیک در جوامع انسانی، به عنوان پایه‌ای برای تصمیم‌گیری و برنامه‌ریزی با تأکید در تأثیر متقابل بین جوامع انسانی و محیطی اطراف آن وسائل و مشکلات ناشی از جریان‌های انرژی.
12. تأثیر متقابل بین دگرگونی‌های محیطی و تطابق دموگرافی و ساختمان ژنتیکی جمعیت.
13. ادراک خواص محیطی.
14. آلودگی‌های محیطی.